# Warileya hertigi
Warileya hertigi är en tvåvingeart som först beskrevs av Fairchild G. B. 1949.  Warileya hertigi ingår i släktet Warileya och familjen fjärilsmyggor. Inga underarter finns listade i Catalogue of Life.